# Чорноморське — Євпаторія (автодорога)
Чорноморське — Євпаторія (автошля́х Т 0108) — автомобільна дорога на заході Криму, протяжністю 67,2 кілометра, що сполучає Євпаторію з селищем Чорноморське. Пролягає територією Євпатрійського району через Чорноморське — Євпаторію.

## Характеристика
В Україні має статус територіальної дороги та позначення Т-0108), в окупації — «автомобільної дороги регіонального значення» та позначення 35К-014, P-61. Джерела надають різні дані про довжину дороги — крім зазначених 67,2 км також 74 та 75 км.
Дорога по степовому Криму дуже пряма, від Євпаторії проходить у північно-західному напрямку, приблизно на середині шляху шосе спускається до озера Донузлав, яке перетинає по «Аблямітському мосту», за яким, повертаючи на захід, піднімається на Тарханкутську височину вздовж Тарханкуту і, наприкінці, опускається до селища Чорноморське на березі Чорного моря.
Автошлях проходить через такі населені пункти:
| Автошлях Т 0108           |        |
| Автономна Республіка Крим |        |
| Євпаторійський район      |        |
| Чорноморське              | Т 0107 |
| Новосільське              |        |
| Красна Поляна             |        |
| Внукове                   |        |
| Веселівка                 |        |
| Порфирівка                |        |
| Воробйове                 |        |
| Колоски                   |        |
| Євпаторія                 | Р25    |

Вперше якусь дорогу за маршрутом сучасної позначено на карті Стрельбицького 1920 року — сполучення, мабуть, почалося після будівництва моста через Донузлав і, вже практично в сучасному вигляді показано на карті Генштабу 1938 року.